# Eddie Cantor
Eddie Cantor, ou Banjo Eyes, nascido Edward Israel Iskovitz (Nova Iorque, 31 de janeiro de 1892 – Beverly Hills, 10 de outubro de 1964), foi um artista norte-americano de "canções ilustradas", comediante, dançarino, cantor, ator e compositor. Familiarizado com o público da Broadway, de rádio, cinema e televisão, este "Apóstolo de Pep" era considerado quase como um membro da família por milhões porque seus programas de rádio de maior audiência revelavam histórias íntimas e anedotas divertidas sobre sua esposa Ida e cinco filhas. Alguns de seus sucessos incluem "Makin' Whoopee", "Ida (Sweet as Apple Cider)", "If You Knew Susie", "Ma! He's Making Eyes at Me", “Mandy”, "My Baby Just Cares for Me”, "Margie" e "How Ya Gonna Keep 'in the Farm (After They Have Seen Paree)?". Ele também escreveu algumas canções, incluindo "Merrily We Roll Along", o Tema de desenho animado Merrie Melodies Warner Bros. cartoon.
Suas rotinas de música e dança de revirar os olhos eventualmente levaram ao seu apelido de "Olhos de Banjo". Em 1933, o artista Frederick J. Garner fez uma caricatura de Cantor com grandes olhos redondos que lembram o pote de tambor de um banjo. Os olhos de Cantor tornaram-se sua marca registrada, muitas vezes exagerada em ilustrações, e levando a sua aparição na Broadway no musical Banjo Eyes (1941).
Sua caridade e trabalho humanitário foram extensos, e ele ajudou a desenvolver a March of Dimes (e é creditado por cunhar seu nome). Ele recebeu um Oscar honorário em 1956 por serviços distintos à indústria cinematográfica.

## Filmografia
- A Few Moments With Eddie Cantor, estrela de "Kid Boots" (1923, curta-metragem de som sobre filme DeForest Phonofilm) como ele mesmo
- Kid Boots (1926) como Samuel (Kid) Boots
- Special Delivery (1927) como Eddie Beagle - o portador do correio
- That Party In Person (1929, Short) como Eddie Cantor
- A Ziegfeld Midnight Frolic (1929, curta) como ele mesmo
- Glorifying the American Girla (1929) como Eddie Cantor - Aparecimento em Cenas Revue
- Insurance (1930, Short) como Sidney B. Zwieback
- Getting a Ticket (1930, curta) como ele mesmo
- Uau! (1930) como Henry Williams
- Palmy Days (1931) como Eddie Simpson
- Talking Screen Snapshots (1932, documentário curto) como ele mesmo
- The Kid from Spain (1932) como Eddie Williams
- Roman Scandals (1933) como Eddie / Oedipus
- The Hollywood Gad-About (1934, curta documentário) como ele mesmo (sem créditos)
- Kid Millions (1934) como Eddie Wilson Jr.
- Strike Me Pink (1936) como Eddie Pink
- Ali Baba Goes to Town (1937) como Ali Baba
- The March of Time Volume IV, Issue 5 (1937, Documentário curto) como ele mesmo
- Forty Little Mothers (1940) como Gilbert Jordan Thompson
- Thank Your Lucky Stars (1943) como Eddie Cantor / Joe Simpson
- Show Business (1944, também produtor) como Eddie Martin
- Hollywood Canteen (1944) como ele mesmo
- Screen Snapshots: Radio Shows (1945, curta) como Eddie - The Eddie Cantor Program
- American Creed (1946, Short) as Self
- Meet Mr. Mischief (1947, Short, aparece no pôster) como Face on Station Program Poster (sem créditos)
- If You Knew Susie (1948) como Sam Parker
- Screen Snapshots: Hollywood's Happy Homes (1949, curta documentário) como ele mesmo
- The Story of Will Rogers (1952) como ele mesmo
- Screen Snapshots: Memorial to Al Jolson (1952, curta documentário) como ele mesmo
- The Eddie Cantor Story (1953) aparição especial e dublagem de voz para Keefe Brasselle

## Broadway (Teatro)
- Ziegfeld Follies de 1917 - teatro de revista - artista
- Ziegfeld Follies de 1918 - teatro de revista - intérprete, co-compositor e co-letrista de "Broadway's Not a Bad Place After All" com Harry Ruby
- Ziegfeld Follies de 1919 - teatro de revista - performer, letrista de "(Oh! Ela é a) Última Rosa do Verão"
- Ziegfeld Follies de 1920 - teatro de revista - compositor de "Green River", compositor e letrista de "Every Blossom I See Reminds Me of You" e "I Found a Baby on My Door Step"
- The Midnight Rounders de 1920 - teatro de revista - artista
- Broadway Brevities of 1920 - teatro de revista - artista
- Make It Snappy (1922) - teatro de revista - artista, co-redator
- Ziegfeld Follies de 1923 - teatro de revista - escritor de esquetes
- Kid Boots (1923) - comédia musical - ator no papel de "Kid Boots" (o Mestre Caddie)
- Ziegfeld Follies de 1927 - teatro de revista - performer, co-redator
- Uau! (1928) - comédia musical - ator no papel de "Henry Williams"
- Eddie Cantor no Palácio (1931) - apresentação solo
- Banjo Eyes (1941) - comédia musical - ator no papel de "Erwin Trowbridge"
- Nellie Bly (1946) - comédia musical - co-produtora